# Chytranthus macrophyllus
Chytranthus macrophyllus är en kinesträdsväxtart som beskrevs av Ernest Friedrich Gilg. Chytranthus macrophyllus ingår i släktet Chytranthus och familjen kinesträdsväxter. Inga underarter finns listade i Catalogue of Life.